# Anetol
Anetol, p-metoksypropenylobenzen – organiczny związek chemiczny zbudowany z reszty anizolu podstawionego w pozycji para grupą propylenową; zawiera szkielet styrenu (Ph−CH=CH
2). Występuje naturalnie w niektórych roślinach, otrzymywany z olejków eterycznych anyżu i kopru.
Stosowany jako związek zapachowy w przemyśle spożywczym, kosmetycznym i farmaceutycznym. Może być półproduktem do wytwarzania parametoksyamfetaminy. W związku z hydrofobowym jego charakterem, zawartość anetolu w wódkach i likierach anyżowych (takich jak turecka rakı lub grecka ouzo) odpowiada za zmętnienie i mlecznobiałą barwę trunku podczas rozcieńczania wodą – tzw. efekt ouzo.